# والمیر سلیمانی
والمیر سلیمانی (انگلیسی: Valmir Sulejmani؛ زادهٔ ۱ فوریهٔ ۱۹۹۶) بازیکن فوتبال اهل آلمان است.
از باشگاه‌هایی که در آن بازی کرده‌است می‌توان به باشگاه فوتبال هانوفر ۹۶ و باشگاه فوتبال یونیون برلین اشاره کرد.
وی همچنین در تیم‌های ملی فوتبال جوانان آلمان، زیر ۲۱ سال کوزوو، و کوزوو بازی کرده‌است.